# Brabant (lied)
Brabant is een single en hit van de Nederlandse zanger Guus Meeuwis uit februari 2003. Hij bezingt daarin hoe hij vanuit een koude, verre stad waar het vroeg donker is en de mensen stug zijn Noord-Brabant mist. Het lied is geschreven in Moskou. Hij mist de gezelligheid, de dorpscafés, zelfs "het zeiken op alles om niets" en bovenal zijn geliefde. Daarbij bedenkt hij dat Brabanders best trots mogen zijn op hun provincie ("Was men maar op Brabant zo trots als een Fries").

## Achtergrond
Het lied werd al vrij snel na verschijning populair in Noord-Brabant en is dat sindsdien gebleven. Tijdens de afsluiting van Koninginnedag 2007, toen koningin Beatrix der Nederlanden de Noord-Brabantse hoofdstad 's-Hertogenbosch bezocht, zong een volle Markt het lied uit volle borst mee. Dit heeft er mede toe geleid dat het debat over een Brabants volkslied — Noord-Brabant is de enige provincie zonder officieel volkslied — weer is opgelaaid. In augustus 2007 lanceerden de broers Stijn en Paul Smeulders samen met Paul Celie een petitie om het lied het volkslied van de provincie Noord-Brabant te maken. De actie haalde in enkele weken 21.366 handtekeningen op maar de Provinciale Staten wees het voorstel af.
De single heeft in Nederland de dubbelplatina status.

## Hitnoteringen

### Mega Top 50
| Hitnotering: 15-02-2003 t/m 12-04-2003 | Hitnotering: 15-02-2003 t/m 12-04-2003 | Hitnotering: 15-02-2003 t/m 12-04-2003 | Hitnotering: 15-02-2003 t/m 12-04-2003 | Hitnotering: 15-02-2003 t/m 12-04-2003 | Hitnotering: 15-02-2003 t/m 12-04-2003 | Hitnotering: 15-02-2003 t/m 12-04-2003 | Hitnotering: 15-02-2003 t/m 12-04-2003 | Hitnotering: 15-02-2003 t/m 12-04-2003 | Hitnotering: 15-02-2003 t/m 12-04-2003 | Hitnotering: 15-02-2003 t/m 12-04-2003 |
| Week                                   | 1                                      | 2                                      | 3                                      | 4                                      | 5                                      | 6                                      | 7                                      | 8                                      | 9                                      |                                        |
| -------------------------------------- | -------------------------------------- | -------------------------------------- | -------------------------------------- | -------------------------------------- | -------------------------------------- | -------------------------------------- | -------------------------------------- | -------------------------------------- | -------------------------------------- | -------------------------------------- |
| Positie                                | 33                                     | 30                                     | 29                                     | 28                                     | 29                                     | 39                                     | 49                                     | 70                                     | 90                                     | uit                                    |

### Evergreen Top 1000
| Evergreen Top 1000 "Brabant" | Evergreen Top 1000 "Brabant" | Evergreen Top 1000 "Brabant" | Evergreen Top 1000 "Brabant" | Evergreen Top 1000 "Brabant" | Evergreen Top 1000 "Brabant" | Evergreen Top 1000 "Brabant" | Evergreen Top 1000 "Brabant" | Evergreen Top 1000 "Brabant" | Evergreen Top 1000 "Brabant" | Evergreen Top 1000 "Brabant" | Evergreen Top 1000 "Brabant" | Evergreen Top 1000 "Brabant" | Evergreen Top 1000 "Brabant" | Evergreen Top 1000 "Brabant" | Evergreen Top 1000 "Brabant" | Evergreen Top 1000 "Brabant" |
| Jaar                         | 2008                         | 2009                         | 2010                         | 2011                         | 2012                         | 2013                         | 2014                         | 2015                         | 2016                         | 2017                         | 2018                         | 2019                         | 2020                         | 2021                         | 2022                         | 2023                         |
| ---------------------------- | ---------------------------- | ---------------------------- | ---------------------------- | ---------------------------- | ---------------------------- | ---------------------------- | ---------------------------- | ---------------------------- | ---------------------------- | ---------------------------- | ---------------------------- | ---------------------------- | ---------------------------- | ---------------------------- | ---------------------------- | ---------------------------- |
| Positie                      | -                            | -                            | -                            | -                            | 837                          | -                            | -                            | -                            | 77                           | 29                           | 91                           | 59                           | 44                           | 71                           | 78                           | 91                           |

### NPO Radio 2 Top 2000
In 2009, 2011 en 2015 kwam de single tot een 22ste positie.

| Nummer met noteringen in de NPO Radio 2 Top 2000 | '05 | '06 | '07 | '08 | '09 | '10 | '11 | '12 | '13 | '14 | '15 | '16 | '17 | '18 | '19 | '20 | '21 | '22 | '23 | '24 |
| ------------------------------------------------ | --- | --- | --- | --- | --- | --- | --- | --- | --- | --- | --- | --- | --- | --- | --- | --- | --- | --- | --- | --- |
| Brabant                                          | 144 | 37  | 25  | 74  | 22  | 23  | 22  | 27  | 27  | 33  | 22  | 42  | 50  | 56  | 50  | 69  | 83  | 83  | 76  | 80  |

1. ↑  Een vetgedrukt getal geeft de hoogste notering aan.
2. ↑  2005 was het eerste jaar met een notering voor dit nummer.